# Apodemia murphyi
Apodemia murphyi is een vlindersoort uit de familie van de prachtvlinders (Riodinidae), onderfamilie Riodininae.
Apodemia murphyi werd in 1989 beschreven door Austin.